# Heterocongrinae
Las anguilas jardineras o anguilas de jardín es el nombre común que recibe la subfamilia Heterocongrinae, que pertenece a la familia Congridae. La mayoría de las anguilas de jardín viven en el Indo-Pacífico, pero algunas especies también se encuentran en zonas cálidas del Océano Atlántico (incluyendo el Caribe) y el Este del Pacífico. Estas pequeñas anguilas viven en madrigueras en el suelo del mar y reciben su nombre por su costumbre de sacar sus cabezas de sus madrigueras, mientras que la mayor parte de su cuerpo permanece oculta, así parecen plantas que crecen del suelo. Las más grandes pueden llegar a los 120 cm, pero la mayoría son de alrededor de 60 cm.

## Especies
Según FishBase, alrededor de 35 especies en dos géneros:
- Gorgasia
  - Gorgasia barnesi B. H. Robison & Lancraft, 1984
  - Gorgasia cotroneii (D'Ancona, 1928)
  - Gorgasia galzini Castle & Randall, 1999
  - Gorgasia hawaiiensis Randall & Chess, 1980
  - Gorgasia inferomaculata (Blache, 1977)
  - Gorgasia japonica T. Abe, Miki & Asai, 1977
  - Gorgasia klausewitzi Quéro & Saldanha, 1995
  - Gorgasia maculata Klausewitz & Eibl-Eibesfeldt, 1959
  - Gorgasia naeocepaea (J. E. Böhlke, 1951)
  - Gorgasia preclara J. E. Böhlke & Randall, 1981
  - Gorgasia punctata Meek & Hildebrand, 1923
  - Gorgasia sillneri Klausewitz, 1962
  - Gorgasia taiwanensis K. T. Shao, 1990
  - Gorgasia thamani D. W. Greenfield & Niesz, 2004
- Heteroconger
  - Heteroconger balteatus Castle & Randall, 1999
  - Heteroconger camelopardalis (Lubbock, 1980)
  - Heteroconger canabus (G. I. McT. Cowan & Rosenblatt, 1974)
  - Heteroconger chapmani (Herre, 1923)
  - Heteroconger cobra J. E. Böhlke & Randall, 1981
  - Heteroconger congroides (D'Ancona, 1928)
  - Heteroconger digueti (Pellegrin, 1923)
  - Heteroconger enigmaticus Castle & Randall, 1999
  - Heteroconger hassi (Klausewitz & Eibl-Eibesfeldt, 1959)
  - Heteroconger klausewitzi (Eibl-Eibesfeldt & Köster, 1983)
  - Heteroconger lentiginosus J. E. Böhlke & Randall, 1981
  - Heteroconger longissimus Günther, 1870
  - Heteroconger luteolus D. G. Smith, 1989
  - Heteroconger mercyae G. R. Allen & Erdmann, 2009
  - Heteroconger obscurus (Klausewitz & Eibl-Eibesfeldt, 1959)
  - Heteroconger pellegrini Castle, 1999
  - Heteroconger perissodon J. E. Böhlke & Randall, 1981
  - Heteroconger polyzona Bleeker, 1868
  - Heteroconger taylori Castle & Randall, 1995
  - Heteroconger tomberua Castle & Randall, 1999
  - Heteroconger tricia Castle & Randall, 1999